# Ottawes
Els ottawes són una tribu índia algonquina, el nom de la qual prové d’adawe "comerciant" o d'ahtuhwuh. Originàriament vivia als marges dels rius Ottawa i French, a la badia Georgian, al marge septentrional del Llac Huron i al Nord de Michigan. Actualment viuen a Ontario, Kansas, i Oklahoma.

## Demografia

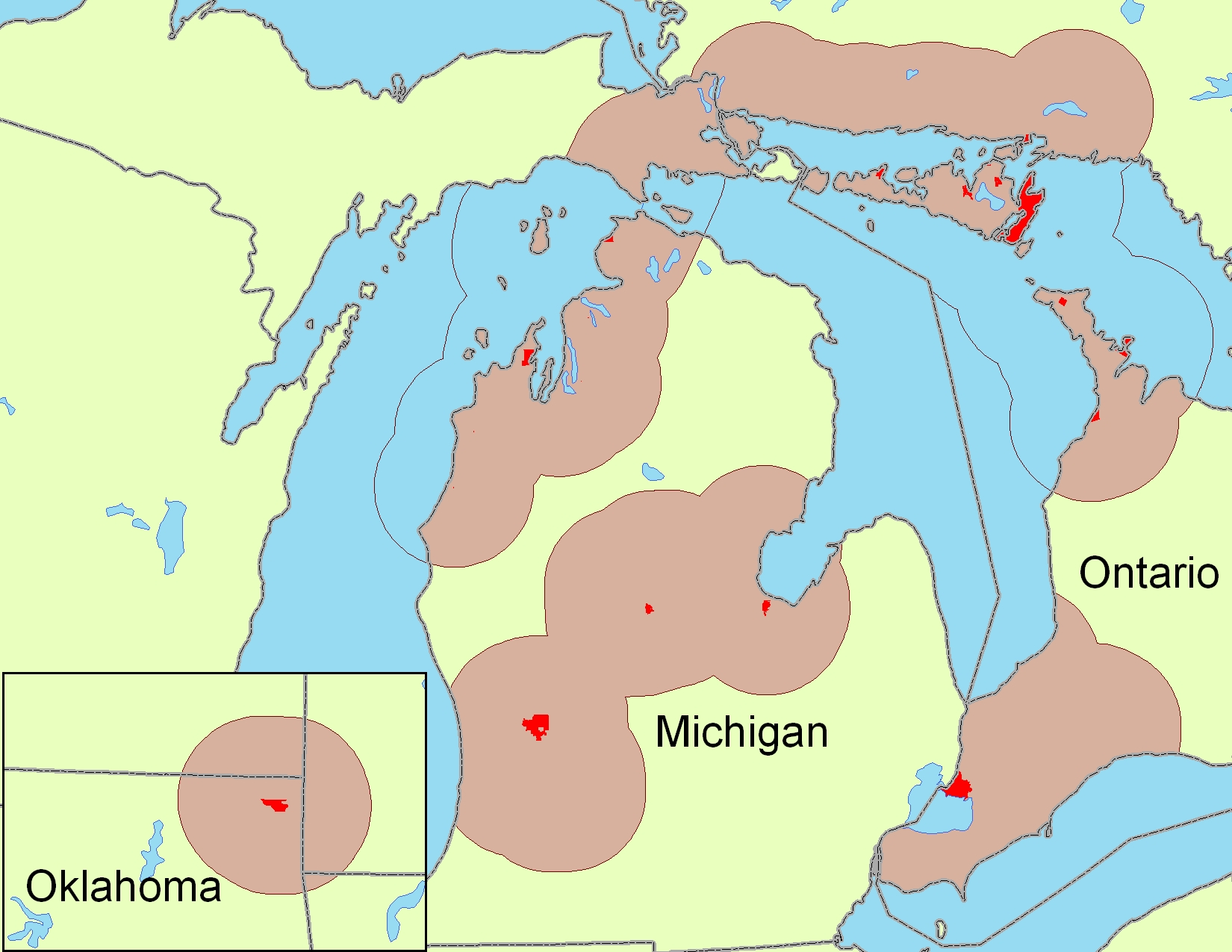
Territori odawa

El seu nombre s'ha mantingut força estable al llarg dels anys. El 1940 hi havia aproximadament uns 5.000 individus. El 1990 hi havia 2.500 a Ontario, 1.050 a Michigan i Kansas i 450 a Oklahoma. Tanmateix, la seva llengua, segons Sebeok, només era parlada per 100 individus el 1962.
El 1996 hi havia 7.386 ottawes registrats al Canadà, a la reserva Wikwemikong d'Ontario, de 55.781 hectàrees. Segons dades de la BIA del 1995, a la reserva Ottawa d'Oklahoma vivien 458 individus (1.960 en el rol tribal), a la de Little River Band (Michigan) hi viuen 950 (1.141 en el rol tribal) i a la de Little Traverse Band (Michigan) hi viuen 742 (2.061 al rol tribal). Segons el cens dels EUA del 2000 hi havia 10.667 ottawa als EUA.

## Costums
Juntament amb els anishinaabemowin i els potawatomi formaven la Lliga dels Tres Focs, per tal de defensar-se dels sioux i de la confederació iroquesa. La seva mitologia els fa descendents de tres herois: Michabou (La Gran Llebre), Namepich (la carpa) i Bear's Paw.
Tenien fama de ser bons comerciants, i es dedicaven com a mitjancers al comerç intertribal com a part del cercle comercial huró. Llurs canoes arribaven fins a Green Ridge (Wisconsin) i Quebec, on compraven blat de moro, tabac, oli de gira-sol, herbes medicinals i pells.
Eren semisedentaris com els chippewa, vivien en cases d'escorça de bedoll formant viles a l'estiu, i a l'hivern es dividien en grups familiars per a caçar. Les dones es dedicaven a plantar i recollir arròs silvestre i sucre d'arç, mentre els homes caçaven i pescaven.
Llurs aldees eren situades al costat d'aigües navegables en canoa, i estaven fortificades amb palissades.
En el segle xvii comprenien quatre o cinc divisions majors, Kishkakon, Sinago, Keinouche, Nassauaketon i Sable, subdividides en bandes locals; hom creu que tenien clans distribuïts entre les bandes.També celebraven el Midewiwin o Gran Societat de Medicina, organització secreta on els membres de la qual es creien capaços de proporcionar benestar a la tribu i de curar la malenconia. Hi eren importants en els cerimònies els amulets medicinals sagrats i d'altres objectes màgics. Es regien per Enandahgwad (La llei de l'ordre).
Les ciutats ottawa eren Aegakotcheising, Anamiewatigong, Apontigoumy, Machonee, Manistee, Menawzhetaunaung, Meshkemau, Michilimackinac, Ciutat Mitjana, Obidgewong, Oquanoxa, Roche de Boeuf, Saint Simon (missió), Shabawywyagun, Tushquegan, Waganakisi, Walpole Island, Waugau i Wolf Rapids.

## Història
Inicialment formaven un sol bloc amb els anishinaabemowin i els potawatomi, però se n'escindiren a Mackinaw (Michigan), i foren localitzats per primer cop a l'illa Manitoulin. El 1615 el francès Samuel de Champlain en trobà 300 "les cheveux reoluez".
D'antuvi s'aliaren amb els Wemitigojiwuk (francesos) i els hurons el 1648, i per això foren desplaçats fins a Green Ridge pels iroquesos i dakotes, i s'hi establiren amb els potawatomi a Keweewaw Bay després que els iroquesos destruïssin el cercle comercial dels hurons el 1660. Tot i així, el 1670, protegits pels francesos, tornaren a Manitoulin.
El seu cap Pontiac (1720-1769) de nom Obwéndiyag, fou cap de la confederació ottawa-chippewa-potawatomi-miami el 1755, quan esclatà la guerra franco-índia; el 1760 ajudaria als francesos contra els anglesos i ocupà Michilimanack, Sandusky, Sault-Sainte-Marie, Le Boeuf, Green Ridge, i altres fortificacions fins a la pau del 1763, per la qual els francesos abandonaven Amèrica del Nord.
Aleshores, influït pel predicador lenape Neolin, el 5 de maig del 1763 reuní el Consell de les 18 Nacions, i va afirmar que l'enemic dels indis era l'anglès i que calia unir-se contra ell davant d'un cabdill religiós i guerrer.
Va fer la guerra pel seu compte amb un projecte panindi que l'ajudà a prendre Ft. Sandusky, Saint Joseph, Miami, Ouiatenon, Michilimackinack, Venango, Le Boeuf, Edward Augustus i Presqu'ile. Vencé als anglesos a Point Pelée (llac Erie) i bloquejà Detroit, on matà 56 blancs, i 54 més a Bushy Run. Però la manca de suport i dissensions internes l'obligaren a signar la pau d'Oswego el 1766. Morí assassinat a Cahokia per un indi illinois pagat per uns comerciants anglesos.
A la mort de Pontiac reconegueren com a cap suprem panindi el guerrer miami Little Turtle, que s'enfrontaria a anglesos i revolucionaris americans, i posteriorment al shawnee Blue Jacket que es va veure obligat a cedir terres als nord-americans el 1785 i el 1789, i després de la desastrosa derrota de batalla de Fallen Timbers, pel Tractat de Greeneville del 1795. El 1809 enviaren delegacions desesperades a Washington denunciant la seva situació, i com que no els van fer cas també donarien suport al projecte panindi de Tecumseh fins a la derrota de Tippecanoe (1811), i ajudaren als anglesos en la Guerra del 1812, dirigits pels ogemuk (líders) Assignack (Blackbird), Mucketebennessy (Black Hawk), Keshigobenesse (Day-bird), Mokomanish (Knife That One Does Not Care About), i Eshuagonabe (Looking Back), tot defensant els campaments de Maumee i Niagara, fins que el 1817 signaren la pau amb els EUA. Un altre cap, Negwagon, va donar suport als EUA.
Pel Tractat del 1817 llurs terres no serien subjecte d'impostos, i pel de 3 d'agost del 1795 obtingueren llibertat de cacera en terres cedides als EUA.
El 1836 la major part del grup va vendre als EUA els 49.000 acres que tenien a Maumee (Ohio) i es traslladà a Kansas am Negwagon; i un grup d'ells el 1870 a Territori Indi (Oklahoma). El 1862 aconseguiren per un tractat recuperar Manitoulin.
Al Canadà han aportat personatges com els artistes Daphne Odjig, Leland Bell i Jim Mishibinijima, els actors Leroy Peltier i Cheyenne Kitchikeg, el jugador d'hoquei Chris Simon / Mishibinijima, i l'escriptor Wilfred Pelletier. Als EUA el cabdill i escriptor Andrew Jackson Blackbird.